# Electra pilosa
Écorce pileuse, Écorce de dentelle velue
Espèce
Synonymes
- Membranipora pilosa Linnaeus, 1767
- Flustra pilosa Linnaeus, 1767
- Flustra dentata Ellis & Solander, 1786[1]

L'Écorce pileuse (Electra pilosa) est une espèce d'ectoproctes, de la famille des Electridae. Elle se développe en colonies adoptant une forme hirsute, dans l'eau marine ou saumâtre jusqu'à une cinquantaine de mètres de profondeur. L'espèce est présente à différentes latitudes de l'océan Atlantique, en mer Méditerranée et dans l'océan Pacifique sur les côtes australiennes et néo-zélandaises.

## Distribution et habitat
E. pilosa est décrite à partir d'un spécimen récolté dans le nord-est de l'océan Atlantique. L'espèce a été observée sur la côte atlantique du continent américain, notamment dans le golfe du Maine, en mer du Nord et en mer des Wadden, ainsi que dans la Manche. Les eaux plus froides des mers arctiques et subarctiques lui conviennent aussi puisqu'elle présente dans la mer Blanche et la mer de Barents. Plus au sud, l'espèce vit en mer Méditerranée. Des observations ont été effectuées autour de l'Australie et de la Nouvelle-Zélande où l'espèce a probablement été introduite,.
L'habitat de l'Écorce pileuse est composé d'un substrat rocheux. L'espèce a été observée en eau saumâtre. Elle vit sur des coquilles, sur des algues brunes et rouges, notamment Fucus serratus et les laminaires. E. pilosa se rencontre depuis l'étage médiolittoral jusqu'à 50 m, voire 80 m de profondeur environ,.

## Description
Les colonies formées par les individus sont généralement de couleur gris argenté ; elles sont composées de plusieurs étages superposés. La forme générale de la colonie est irrégulière mais peut vaguement ressembler à une étoile : elle semble hirsute. Elle se détache parfois du substrat rocheux quand la croissance est rapide. Une colonie mesure en moyenne 5 à 6 cm de diamètre. Le zoïde, c'est-à-dire le spécimen individuel, est ovale et me sure entre 0,25 mm et 0,60 mm. Une épine brune est présente au centre du zoïde, elle atteint parfois une taille trois fois supérieure au zoïde lui-même. Le zoïde est calcifié mais transparent sur la partie frontale ; il est surmonté de 4 à 12 courtes épines.
Cette espèce doit être distinguée de Membranipora membranacea qui adopte une forme plus régulière et dont les zoïdes sont rectangulaires.

## Écologie

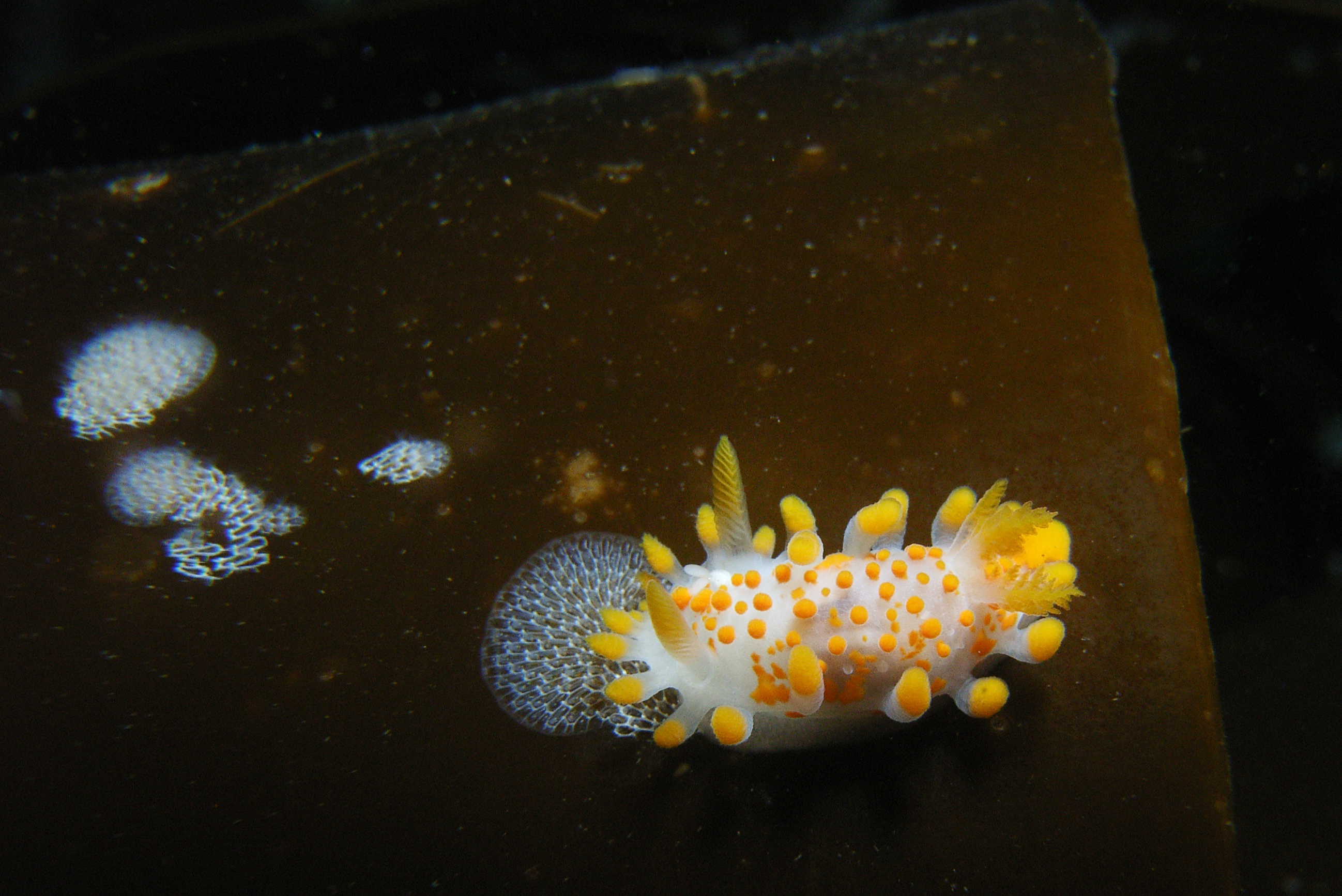
Limacia clavigera est un prédateur commun de l'espèce ; ici, le nudibranche se nourrit de Membranipora membranacea

L'espèce adopte un mode alimentaire de microphagie suspensivore : elle se nourrit de bactéries, de diatomées et d'algues unicellulaires. Le polypide situé dans l'exosquelette de chaque zoïde dirige la nourriture vers le lophophore.
Le mode de reproduction peut être sexué ou bien asexué. Les zoïdes hermaphrodites protandres, c'est-à-dire qu'ils sont mâles puis deviennent femelles. Lors de la reproduction sexuée, les œufs sont relâchés dans l'environnement : après plusieurs semaines, la larve qui en est issue se fixe sur un substrat puis se développe par reproduction asexuée menant peu à peu à la formation d'une nouvelle colonie,.
L'Écorce pileuse est la proie de plusieurs nudibranches comme Onchidoris proxima, Limacia clavigera ou Polycera quadrilineata ; elle est également consommée par certains pycnogonides comme Achelia longipes,.